# Paolo Marconi
Paolo Marconi (Roma, 28 ottobre 1933 – Roma, 13 agosto 2013) è stato un architetto, storico dell'arte e restauratore italiano che in carriera ha spaziato dalla teoria scientifica alla direzione di cantiere, svolgendo attività scientifica, progettuale e didattica.

## Biografia
Figlio dell'architetto Plinio Marconi, autore fra l'altro del piano di ricostruzione di Verona dopo la seconda guerra mondiale, appartenente a una famiglia ricca di architetti, muratori, restauratori, artigiani e musicisti, dopo essersi laureato in Architettura a Roma nel 1958, Paolo Marconi nel 1964 ottenne la libera docenza in Storia dell'arte e Storia e stili dell'architettura. Nel 1966/67 divenne professore incaricato di Letteratura artistica nella Facoltà di Architettura di Roma. Nel 1966 vinse il concorso nazionale per architetto principale della Soprintendenza ai Monumenti di Roma, dove per quattro anni progettò e diresse svariati lavori di restauro: fra questi, il Tempietto di San Giovanni in Oleo del Borromini, il Chiostro di Santa Maria della Pace di Bramante, la Chiesa dei Santi Luca e Martina di Pietro da Cortona, e le Chiese gemelle di piazza del Popolo.
Dopo essere diventato professore incaricato di Storia dell'architettura a Roma, e poi professore ordinario di Storia dell'architettura nel 1970 prima a Palermo e poi a Roma, fu nominato professore ordinario della neo costituita cattedra di restauro architettonico, posizione in cui poté utilizzare la sua esperienza come restauratore nella Soprintendenza. 
Oltre a ciò, Marconi fu docente di teoria e tecnica del restauro presso la Scuola Archeologica di Atene e direttore dei corsi di perfezionamento di restauro architettonico e recupero edilizio, urbano e ambientale e del master di recupero della bellezza dei centri storici presso la facoltà di architettura dell'Università Roma Tre.
Marconi fu infine membro di diverse accademie, fra cui l'Accademia di San Luca, dove fu membro benemerito (1972), e la Academia Nacional De Ciencia di Buenos Aires (1973).

### Restauri

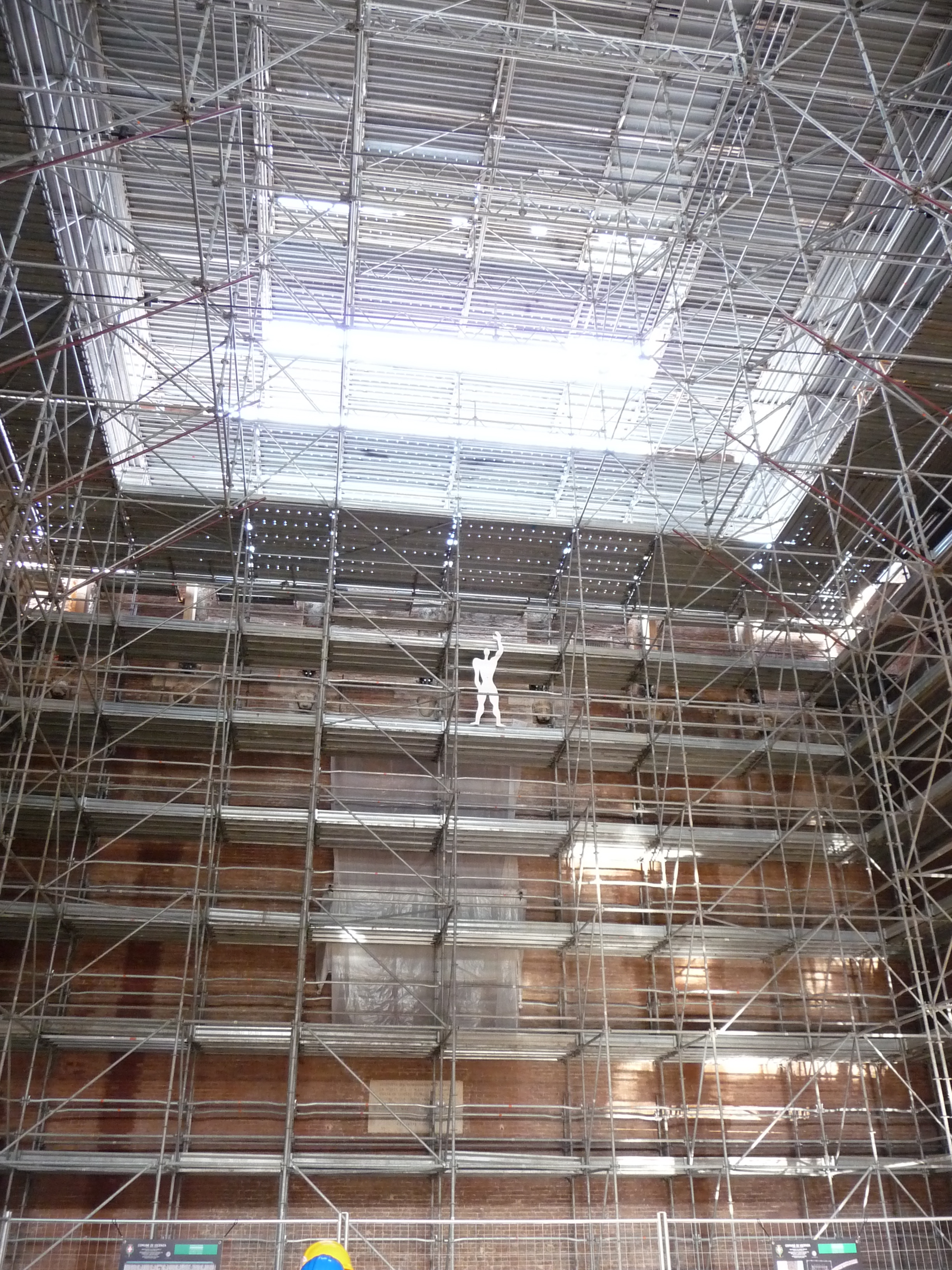
Il salone superiore della Basilica Palladiana durante i restauri

Fra i molti lavori realizzati in Italia come progettista e direttore dei lavori di restauro, possono essere ricordati: in Sicilia, la Zisa (con Giuseppe Caronia) e la Cattedrale di Cefalù; in Piemonte, il Teatro Carignano e il Museo Egizio a Torino, la Citroniera e la Grande Scuderia nella Reggia di Venaria Reale; in Veneto, la Basilica Palladiana di Vicenza; in Campania, Castel Sant'Elmo a Napoli e il ripristino della Casa delle Nozze d'Argento a Pompei, quest'ultima su incarico del World Monuments Fund tramite la Kress Foundation; nel Lazio, il Palazzo della Civiltà Italiana all'E.U.R. di Roma.

## Posizione teorica
Dal punto di vista teorico, la sua posizione sul restauro architettonico fu controversa. Marconi sosteneva la ricostruzione "dov'era e com'era" dei monumenti distrutti da eventi bellici, disastri naturali o demolizioni, andando cosi' contro la teoria del falso storico propugnata dallo storico dell'arte Cesare Brandi, che domino' il campo del restauro nell'Italia del ventesimo secolo, e che proibiva espressamente questo tipo di pratica. Egli invece citava a supporto la volontà popolare in casi come quello della ricostruzione del ponte di Santa Trinita (fatto saltare dai tedeschi in ritirata a Firenze nel 1944), del duomo di Venzone (distrutto dal terremoto del Friuli del 1976) e della chiesa medioevale di San Giorgio in Velabro a Roma, (devastata da una bomba della mafia nel 1993).

## Riconoscimenti
- Medaille d'argent de la restauration dell'Academie d'Architecture di Parigi, 1991
- Premio Luigi Tartufari dell'Accademia dei Lincei, giugno 2013

## Pubblicazioni
- Ricerche di Storia dell'Arte (Condirettore, 1978-2013)
- Arte e cultura della manutenzione deimonumenti, Laterza, Bari-Roma,1984, 1989, 1992.
- Dal piccolo al grande restauro, Marsilio, Venezia, 1988, 1989, 1994.
- Il restauro e l'architetto - teoria e pratica in due secoli di dibattito, Marsilio, Venezia, 1993, 1996
- Materia e significato. La questione del restauro architettonico, Bari-Roma, Laterza, 1999, 2003
- Il recupero della bellezza. Skira,  Milano, 2005
- Paolo Marconi. Restauro dei monumenti. Cultura, progetti e cantieri 1967-2010, a cura di Carolina Marconi, Roma 2012.